# Соколиные
Соколи́ные (лат. Falconidae) — семейство птиц из отряда соколообразных (Falconiformes). В состав семейства включают 12 родов и 65 видов. К ним относятся и самые маленькие хищные птицы — карликовые соколы, длина тела которых находится в пределах от 15 до 19 см.

## Классификация
В состав семейства включают 12 родов и 65 видов:
- Daptrius — Чёрные каракары
- Ibycter
- Phalcoboenus — Горные каракары
- Caracara — Каракары-каранчи  (ранее Polyborus)
- Milvago — Крикливые каракары
- Herpetotheres — Смеющиеся соколы
- Micrastur — Лесные соколы
- Spiziapteryx — Американские карликовые соколы
- Polihierax — Малые соколы
- Microhierax — Карликовые соколы
- Neohierax
- Falco — Соколы

### Ископаемые роды
- † Pediohierax